# Standard Life Aberdeen
Standard Life Aberdeen plc  — британская инвестиционная и страховая компания со штаб-квартирой в Эдинбурге. В 2015 году компания заняла 50-е место среди крупнейших инвестиционных компаний мира по размеру активов под управлением ($375 млрд). На конец 2020 года размер активов под управлением составлял 534,6 млрд фунтов ($742,5 млрд).

## История
Компания была основана в 1825 году в Эдинбурге под названием Standard Life Assurance Company и занималась страхованием жизни. С поглощением в 1844 году страховой компании York & London у Standard Life появилось своё лондонское отделение. В 1846 году была основана дочерняя компания по работе в британских колониях Colonial Life Assurance Company и открыты представительства в Канаде (Монреаль) и Индии. С 1847 года компания начала работу в Вест-Индии (региональный офис разместился на Барбадосе), с 1854 года — в Южной Африке, с 1889 — в Уругвае и Аргентине, с 1898 — в Египте. С 1890 года Standard Life также начала осваивать европейский рынок, тогда были открыты отделения в Бельгии, Дании и Швеции, в 1898 году — в Венгрии (до 1921 года), в 1904 году — в Испании (Барселона). С 1890-х годов инвестиционная деятельность начала играть всё большую роль в работе Standard Life. С 1910 года компания начала заниматься пенсионным страхованием. В 1925 году Standard Life была перерегистрирована как взаимная страховая компания (то есть стала собственностью страхователей) и к 1960 году стала крупнейшей взаимной страховой компанией в Великобритании. В 1930-х годах Standard Life существенно сократила своё присутствие за рубежом, особенно в Европе. В 1966 году компания приняла участие в создании Insurope, европейского консорциума страховых компаний, обеспечивавшего пенсионным страхованием тех, кто работал в разных странах (впоследствии консорциум стал международным).
В 2006 году компания из взаимной стала публичной, когда её акции были размещены на Лондонской фондовой бирже. В 2015 году крупнейшей канадской страховой компании Manulife за £2,2 млрд была продана дочерняя компания Standard Life (Canada).
В июле 2016 года фонд инвестиций в недвижимость, управляемый Standard Life Investments, заморозил вывод средств клиентами после возникновения проблем с ликвидностью.
В марте 2017 года Standard Life достигла соглашения о слиянии с Aberdeen Asset Management (под слияние попадали все акции при условии одобрения акционерами). Было объявлено, что объединённая компания будет называться Standard Life Aberdeen, переименование прошло 14 августа 2017 года . В октябре 2017 года сообщалось, что из взаимных фондов Standard Life Aberdeen за предыдущий год было выведено $10 млрд.
В 2018 году страховой бизнес в Великобритании и других странах Европы был продан компании Phoenix Group.

## Руководство
- Дуглас Флинт (англ. Sir Douglas Flint CBE, род. в 1955 году) — председатель совета директоров с ноября 2018 года. Также является председателем IP Group plc, специальным послом Казначейства Великобритании в программу КНР «Дорога и пояс», член совета Международной торговой палаты Великобритании. Ранее работал в HSBC, где с 2010 по 2017 год был председателем совета директоров, с 1995 по 2010 год — главным финансовым директором.
- Стивен Бёрд (англ. Stephen Bird, род. в 1966 году) — главный исполнительный директор с июля 2020 года, до этого с 1998 года работал в Citigroup, в частности с 2015 по 2019 год возглавлял подразделение глобального потребительского банкинга[1].

## Деятельность
Standard Life вела деятельность в Великобритании, Европе, Северной Америке, Азии и Австралии, обслуживая 4,5 млн клиентов в 46 странах и ещё 25 млн клиентов через совместные компании в Индии (HDFC Life) и Китае (Heng An Standard Life). Оборот компании в 2015 году составлял £8,892 млрд (в 2014 году — £16,588 млрд).
На 2020 год компания занимается почти исключительно управлением активами. Штаб-квартира находится в Эдинбурге (Великобритания), региональные центры в Бостоне (США) и Гонконге. Более половины выручки компании в 2020 году дала деятельность в Азии (1,88 млрд из 3,61 млрд фунтов); на Великобританию пришлось 1,4 млрд, на Европу и Ближний Восток — 180 млн, на Америку — 150 млн фунтов.
В списке крупнейших публичных компаний мира Forbes Global 2000 за 2016 год Standard Life заняла 366-е место, в том числе 648-е по обороту, 287-е по чистой прибыли, 111-е по размеру активов и 1137-е по рыночной капитализации

### Основные подразделения
- Управление активами — инвестиционные продукты частным и институциональным клиентам.
- Страхование — доля в британской страховой компании Phoenix и совместные предприятия в Индии (HDFC Life) и Китае (HASL)[1].